# Discurso del estado de la Unión (Unión Europea)

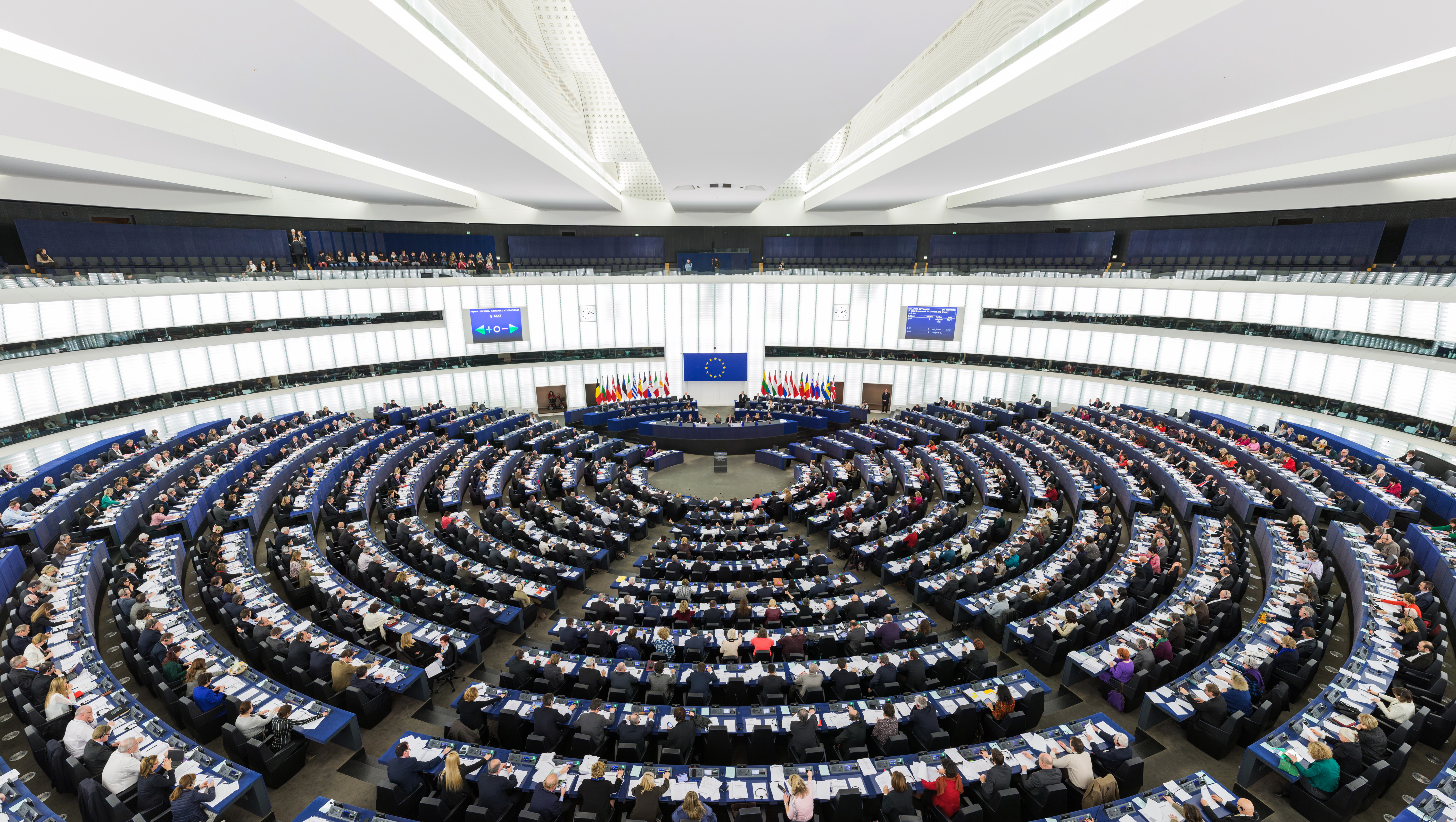
Cámara principal del Parlamento Europeo en Estrasburgo, donde se efectúa el Estado de la Unión por el presidente de la Comisión

El estado de la Unión es el discurso anual dirigido por el presidente de la Comisión Europea a la sesión plenaria del Parlamento Europeo en septiembre. Hecho a la imagen del estado de la Unión de los Estados Unidos, el estado de la Unión de la Unión Europea consiste en evaluar y presentar la situación actual de la Unión. Ha sido instituido por el Tratado de Lisboa (con el Acuerdo Marco de 2010 sobre las relaciones entre el Parlamento Europeo y la Comisión Europea - anexo IV), con el fin de hacer a las instituciones europeas más democráticas y transparentes de lo que hasta entonces era.
El Acuerdo Marco, también prevé que el presidente de la Comisión Europea envíe una carta de intenciones al presidente del Parlamento Europeo y a la presidencia del Consejo de la Unión Europea que establece en detalle las acciones que la Comisión Europea tiene intención de adoptar por medio de la legislación y otras iniciativas hasta el final del año siguiente.